# Буле (Швајцарска)
Буле (фр. Bulle, итал. Bulle) је град у средишњој Швајцарској. Буле је други по важности и величини град у оквиру кантона Фрибур.

## Природне одлике
Буле се налази у средишњој делу Швајцарске. Од главног града, Берна град је удаљен 60 km југозападно.
Рељеф: Буле је смештен у долини горње Сарин, на приближно 770 метара надморске висине. Долина је укљештена венцима Алпа са обе стране; источно се пружају Бернски Алпи, а западно Фрајбуршки Алпи.
Клима: Клима у Булеу је оштрија варијанта умерено континенталне климе због знатне надморске висине и алпског окружења.
Воде: Буле је смештен на реци Сарин у горњем делу њеног тока.

## Историја
Подручје Булеа је било насељено још у време праисторије и Старог Рима.
Буле се под данашњим називом први пут јавља 855. године, а у наредним вековима град јача и постаје привредно средиште горњег Сарина.
Током 19. века Буле се почиње полако развијати и јачати економски. Ово благостање се задржало до дан-данас.

## Становништво
2008. године Буле је имао преко 17.000 становника. 
Језик: Швајцарски Французи чине већину града и француски језик је доминира у граду. Протеклих пар деценија градско становништво је досељавањем досељеника из других земаља постало веома шаролико, па се на улицама града Булеа чују бројни други језици.
Вероисповест: Месно становништво је од давнина римокатоличке вере. Међутим, последњих деценија у граду се знатно повећао удео других вера уз још увек наглашену римокатоличку већину.

## Галерија слика
- Градски замак
- Железничка станица Буле
- Старо здање у Булеу